# Agenda, Wisconsin
Agenda là một thị trấn thuộc quận Ashland, tiểu bang Wisconsin, Hoa Kỳ. Dân số của thị trấn này là 422 người theo cuộc điều tra dân số năm 2010.